# Gregory Isaacs
Gregory Anthony Isaacs (Kingston, 1951. július 15. – London, Egyesült Királyság, 2010. október 25.) jamaicai reggae-zenész.
Az 1970-es évek Jamaicájának egyik legtermékenyebb és legnépszerűbb zenésze volt. Jó néhány kislemezt adott ki a saját African Museum nevű kiadójában, melyet 1973-ban indított Errol Dunkley-val közösen.
Legnagyobb slágerei, a My Only Lover, a Sinner Man és a Mr. Cop című számok Lee Perry Black Ark stúdiójában készültek.
A tüdőrák elleni harccal töltött hosszú évek után 2010. október 25-én hunyt el londoni otthonában.

## Lemezek
- In Person (1975)
- Extra Classic (1976)
- Mr Isaacs (1977)
- The Best Of Vol. 1 (1977-8)
- Cool Ruler (1978)
- Soon Forward (1979)
- Lonely Lover (1980)
- More Gregory (1981)
- The Best Of Vol. 2 (1981)
- Night Nurse (1982)
- Out Deh! (1983)
- Judge Not (1984)
- Private Beach Party (1985)
- Red Rose for Gregory (1988)

## Külső hivatkozások
- Életrajz: Reggae Vibes Archiválva 2010. május 4-i dátummal a Wayback Machine-ben
- Életrajz: Greensleeves Records
- RAS Records diszkográfia
- MySpace-profil, audio-válogatásokkal
- Gregory Isaacs Vinyl Page Some of Isaacs' vinyl releases